# تاکاشی اینوی
تاکاشی اینوی (ژاپنی: 乾 貴士؛ زادهٔ ۲ ژوئن ۱۹۸۸) بازیکن فوتبال اهل ژاپن است.که در باشگاه فوتبال شیمیزو اس-پالس ژاپن بازی می کند‌.
وی در تاریخ ۲۰ ژانویه ۲۰۰۹ میلادی اولین بازی ملی‌اش را برای تیم ملی فوتبال ژاپن انجام داد. او در ۳۶ بازی ملی حضور داشته و ۶ گل در به ثمر رسانده‌است.